# サーブ 105
サーブ 105
スウェーデン空軍のサーブ 105
- 用途：軍用練習機
- 製造者：サーブ AB
- 運用者
- スウェーデン（スウェーデン空軍）
- オーストリア（オーストリア空軍）
- 初飛行：1963年6月29日[1]
- 生産数：192機
- 運用開始：1967年
- 運用状況：運用中

サーブ 105（英語: Saab 105）は、スウェーデンのサーブが開発したジェット練習機。

## 開発
1950年代、サーブはビジネスジェット機にもなる多用途小型ジェット機「サーブ 105」の自社開発を行っていた。1960年代に入ると、デ・ハビランド バンパイアの後継となる練習機を探していたスウェーデン空軍の目にサーブ 105が留まり、自国航空産業育成の点からもサーブ105をジェット練習機として採用することにした。発注は1961年12月に行われ、試作機は1963年6月29日に初飛行に成功。SK60Aとして100機が製造されることとなった。

## 設計

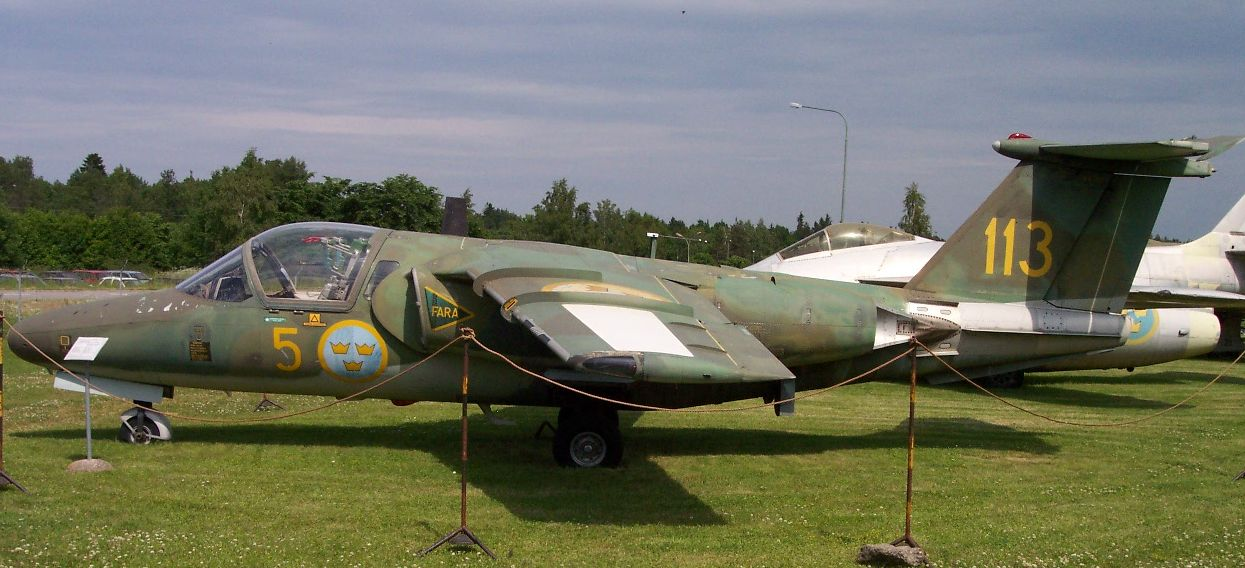
サーブ 105（別名：SK 60A）

### 機体
操縦席は左右に座席が並んだ並列複座であり、エンジンは胴体脇に2基装備し、尾翼はT字である。主翼は高翼配置で、後期型はCOIN機としても使えるようになっており、固定武装はないが、主翼下に3枚のパイロンがあり、増槽や爆弾を取り付けることができる。

### エンジン
初期はボルボ・フリューグモートルがライセンス生産していた、チュルボメカ オービスク低バイパス比ターボジェット(RM 9と呼称)2基を搭載していたが、アップデートモデルでウィリアムズ FJ44(RM 15と呼称)へと換装された。

## 運用

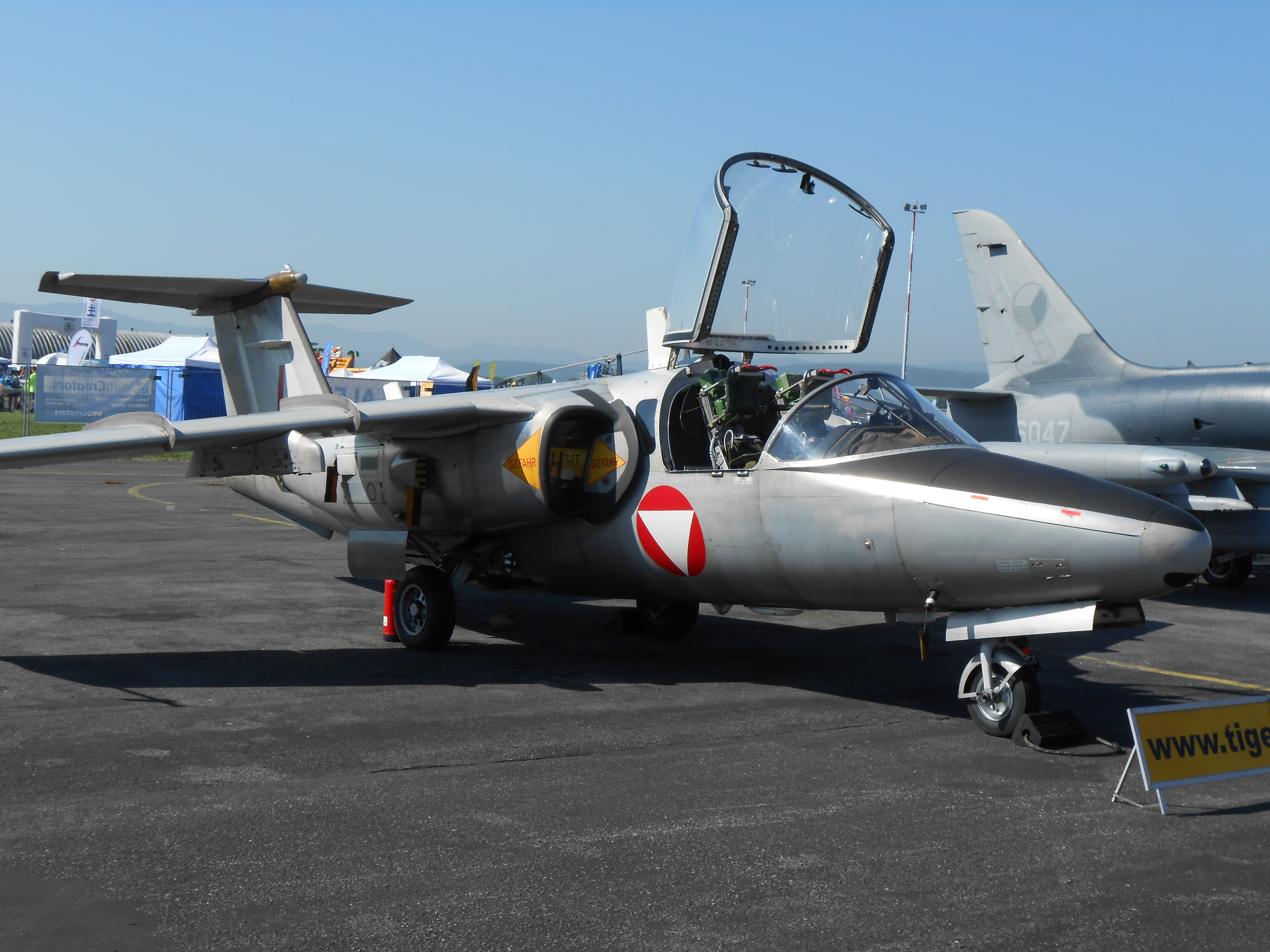
オーストリア空軍のサーブ 105Ö（2015年）

SK60Aは非武装の練習機として、1966年からスウェーデン空軍に配備が開始された。1970年代に入り、一部の機体は軽攻撃機としても使用できるSK60BおよびSK60Cに改装された。スウェーデン空軍向けには総計150機が生産され、スウェーデン空軍のアクロバットチーム「チーム60」でも当機を使用している。
サーブはエンジンを強化したサーブ 105XTを開発し、それに準じたサーブ 105Öがデ・ハビランド バンパイアとサーブ 29 トゥンナンの後継機としてオーストリア空軍に採用された。最初の機体引き渡しは1970年7月に行われ、その後1972年までに40機が製造された。2019年時点でも運用コストの安さから12機を運用しているが、10機で胴体後部と尾部をつなぐボルトにひびが見つかり、2020年2月3日まで飛行停止措置がとられた。その後、運用コストが高騰するユーロファイター タイフーン15機の運用を維持するため、7月6日にサーブ 105Öを退役させることとなった。

## 派生型

### 生産型

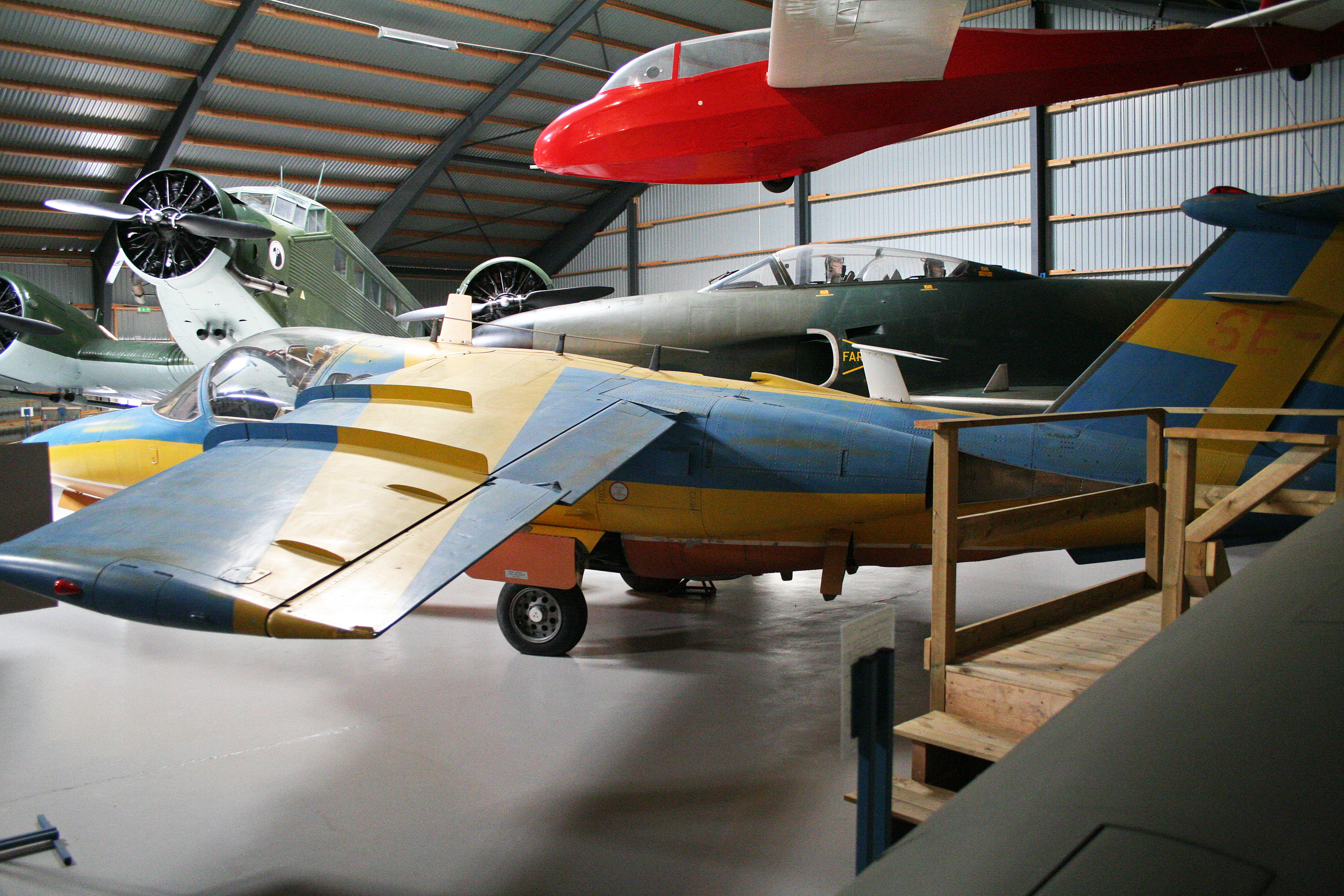
展示されるサーブ 105G（2012年）

SK 60A
初期生産型。スウェーデン空軍向けに149機が製造された。
SK 60B
スウェーデン空軍のSK 60Aから改修された軽攻撃機型。照準器を搭載する。
SK 60C
対地攻撃・偵察機型、機首を延長し偵察用カメラを搭載。試作機1機とA型から29機がこの仕様に改修された。
SK 60D
当初「サーブ 105」として計画されていたビジネスジェット構想を元に生まれた、4座の連絡輸送機。2席の射出座席は取り外し可能で、旅客機仕様の座席4つと簡単に換装できた（その際、乗員4名はパラシュート装備が必須）。1970年代中頃にSK 60Aの10機が軽輸送型としてこの仕様に改修され、SK 60Dの呼称が与えられた。数機は戦闘機であるサーブ ビゲン同様に薄緑/深緑色/黄褐色のスプリット迷彩塗装が施された。
SK 60E
SK 60Aから改修された4座仕様機だが、民間機仕様の内装と計器着陸装置を採用している。空軍予備役パイロットの旅客機操縦訓練を助けるために用いられた。SK 60D同様、連絡輸送機としても運用されている。
SK 60W
1993年にSK 60の近代化改修型として提案されたモデル。最も重要な改善点は、エンジンをウィリアムズ/ロールスロイス社製FJ44 ターボファンジェット（推力8.45 kN：861 kgp / 1,900 lbf）2基への換装とデジタルエンジン制御ユニットの搭載だった。新型エンジンへの換装目的は推力増大だけではなく、排気炎もクリーンでより静粛性に富み、整備維持の容易さを目指していた。最初のエンジンに換装した機体（非公式にSK 60(W)として呼ばれている）は 1995年8月に初飛行を行った。1990年代末までに、約115機のSK 60A/B/Cがこの仕様に換装されたが、SK 60D/Eからの換装は行われず、残りは改修機体のパーツ取り用として留められた。また、旧式化した操縦室計器システムに、特徴的な2基の多機能ディスプレー（MFD）を搭載する改修案もあったが、これが実行されたかは明白でない。
Saab 105Ö
サーブ 105XTを元に、オーストリア空軍向けに製造された輸出機。一部はSK 60D/E同様に座席を換装可能な変105Ö VIPに改修された。

### ほかの型式
サーブ 105
試作型として2機製造される。
サーブ 105D
開発当初のビジネスジェット機構想を刷新したモデルとして提案されたが、成約は無かった。
サーブ 105XT
SK 60Bの改善型として輸出向けに提案された機体。サーブ 105試作2号機をGE社製J-85ターボジェット（推力12.85kW / 2,850lbf) へと換装した。サーブ 105Öに発展した。最大速度950km/h・武装30mm機関砲×2・爆弾1,000kg。
サーブ 105G
サーブ 105XTの電子機器を新型アビオニクスに再改修したモデル。精密航法 / 攻撃システムを搭載し、より強力なJ-85ジェットエンジンに換装、主翼構造も改修した。1機のみ試作された。
サーブ 105S
1970年代中頃、フィンランド空軍の練習機調達計画に対して提案された。コンペに掛けられた結果、フィンランド空軍はBAe ホークを調達する事となり、当案は幻に終わった。
サーブ 105H
スイス空軍への提案型だが、製造されなかった

## 性能諸元

### SK 60A
- 全長：10.50 m
- 全幅：9.05 m
- 全高：2.70 m
- 翼面積：16.30 m2
- エンジン：チュルボメカ オービスク（英語版）（推力743kg）×2基
- 最大速度：770 km/h
- 実用上昇限度：13,200 m
- 航続距離：1,400 km
- 乗員：2名

### サーブ 105Ö
出典: 諸元は次及び外部リンクより
諸元
- 乗員: 2（生徒と教官）
- 定員: 2（『輸送機仕様』に変更した場合+2名）
- ペイロード: 750kg
- 全長: 10.8 m （35 ft 4 in）
- 全高: 2.7 m （8 ft 9 in）
- 翼幅: 9.5 m（31 ft 2 in）
- 翼面積: 16.3 m2 （175.45 ft2）
- 翼型: 高翼
- 空虚重量: 2,849 kg （6,281 lb）
- 最大離陸重量: 4,635 kg （10,218 lb）
- 動力: GE社製J-85-17B ターボジェット、12,68 kN （2,850 lbf）  × 2

性能
- 最大速度: 970 km/h （603 mph）
- フェリー飛行時航続距離: 2.770 km（490L外部増槽×2使用時）
- 航続距離: 2,300 km （1,242 mi）
- 実用上昇限度: 13.100 m （43.000 ft）
- 上昇率: 75 m/sek

武装
- 翼下ハードポイント計6
- 固定武装: なし
- ガンポッド（30mm機関砲 「MATRA SA-10 ADEN Mk4」及び弾薬150発）x2
- Radiak-Pod(taking air-probe)x8
- Vintenフィルムカメラ偵察ポッド[14]（前方・両サイド・下方2箇所の計5基で360度同時撮影可能）x8
- ロケット弾: 無誘導75mm A2Gミサイル計12発
- ミサイル: AAM、ASM
- アビオニクス: なし（軍用ハンドヘルドGPSにて一部代用）